# قره‌چی معدن
قره‌چی معدن  ( یا قره چیلر ) یکی از روستاهای استان آذربایجان شرقی است که در دهستان نوجه‌مهر بخش سیه‌رود شهرستان جلفا واقع شده‌است.این روستا ۷۵ خانواده  دارد.

## معادن
در این روستا از دیرباز استخراج مس و طلا رواج داشته و  چندین تونل  استخراجی مس و طلا از گذشته های دور در آن وجود دارد.

## دهخدا
در فرهنگ لغت دهخدا نیز از این روستا و معادن مس آن نامبرده شده است.